# Asia
L'Asia è una regione geografica del mondo, comunemente considerata un continente, a sua volta parte del supercontinente euroasiatico insieme all'Europa e di quello eurafrasiatico insieme ad Europa ed Africa.
È il continente più vasto al mondo, con una superficie di oltre 4,4 volte più grande di quella dell'Europa e pari a circa un terzo di tutte le terre emerse e, con circa 4,7 miliardi di abitanti, è anche il più popolato.

## Etimologia
Sono due le ipotesi etimologiche principali per il termine "Asia": la prima propende per un'origine greca, la seconda per un'origine fenicia.
Secondo la prima ipotesi, la parola deriverebbe dal termine greco Ἀσία, utilizzato per la prima volta da Erodoto intorno al 440 a.C. nelle sue Guerre persiane, per indicare l'Anatolia se non proprio l'Impero Persiano, per distinguerla dalla Grecia e dall'Egitto. Erodoto commenta perplesso perché i nomi di tre donne siano utilizzati per descrivere dei territori che sono in realtà uno (Europa, Asia e Libia per intendere l'Africa), affermando poi che i Greci pensavano che il termine Asia derivasse da Esione, mentre i Lidi pensavano che derivasse da Asias, figlio di Coti I, che diede il nome ad una tribù dell'antica città di Sardi. Prima di lui, Omero, nella Guerra di Troia, citò due figure che si chiamavano Asio (Asio, re di Arisba, figlio di Irtaco e Arisbe e Asio,  figlio di Dimante e fratello di Ecuba); e nell'Iliade (2,461) descrisse una palude come ασιος. Nella mitologia greca il nome è portato soprattutto da Asia, un'oceanina figlia dei titani Oceano e Teti.
In base alla seconda ipotesi, il termine sarebbe invece fenicio e derivante da una voce semitica significante "oriente", che sarebbe stata usata dai Fenici per indicare tutte le terre a est della loro. Il termine "Asia" sarebbe dunque contrapposto ad "Europa", che deriverebbe dal semitico ereb, con il significato di "occidente", con cui i Fenici indicavano tutti i territori a ovest della loro terra d'origine. Secondo questa etimologia, il termine "Asia" indicherebbe quindi le terre poste verso il punto in cui il Sole sorge ed "Europa" le terre poste verso il punto in cui tramonta il Sole.
Il termine Asia è ampiamente usato ancora oggi per definire il continente, i vari popoli e le culture dal congresso delle Nazioni unite. Il termine divenne rapidamente comune nell'Italia antica, e quindi anche tra i romani. Le antiche mappe europee risalenti al Medioevo raffigurano il continente asiatico come una grande terra dai confini incerti, come illustra in modo primitivo il planisfero di Tolomeo.

## Geografia fisica

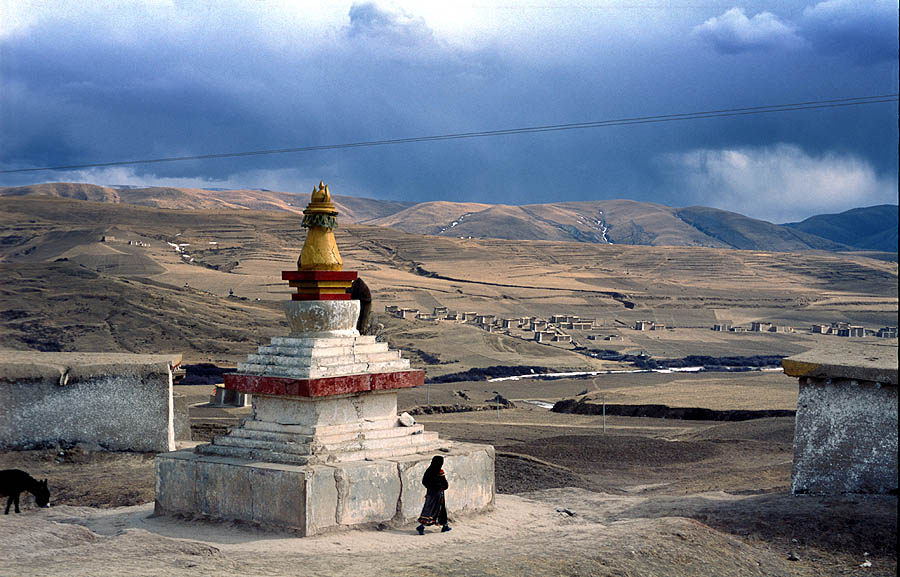
Il Tibet Cuore dell'Asia

L'Asia si trova quasi interamente nell'emisfero boreale e si presenta nel suo complesso come una massa continentale compatta di grandi dimensioni, ed è il solo continente, insieme all'Antartide, ad essere bagnato da tre oceani: l'Atlantico (con il Mar Glaciale Artico e il Mar Mediterraneo), l'Indiano e il Pacifico. La massa continentale si spinge a sud con le tre penisole dell'Arabia, del subcontinente indiano e dell'Indocina. A quest'ultima seguono, come prolungamento naturale, le isole dell'Indonesia, mentre più a est, nell'Oceano Pacifico, vi sono grandi festoni di isole che, dalle Curili al Giappone e alle Filippine, delimitano mari costieri.
È da notare che l'Asia non è separata fisicamente e geologicamente dall'Europa, con la quale forma un'unica massa continentale, l'Eurasia. La sua identificazione come continente separato è accettata da tutti ma solo convenzionalmente, in base soprattutto a ragioni storiche, affiancate da considerazioni di geografia fisica. L'Asia inoltre è unita anche all'Africa dall'istmo di Suez; è separata dall'America settentrionale dallo stretto di Bering (largo 92 km); il complesso insulare indonesiano la collega all'Australia.
I punti estremi della terraferma asiatica sono: 
- a nord Capo Čeljuskin, sulla costa siberiana (77° 40' latitudine nord);
- a sud Capo Buru, all'estremità della penisola di Malacca (1° 16' latitudine nord);
- a ovest Capo Baba, in Asia Minore (26° 5' longitudine est);
- a est Capo Dežnëv, sullo stretto di Bering (169º 40' longitudine ovest).

L'asse nord-sud è di 8600 km circa, quello ovest-est di 9000 km circa. Si estende su una superficie di più di 44 milioni di km².
In Asia si trova il punto terrestre più lontano dal mare: nel Deserto Gurbantünggüt nello Xinjiang (Cina); si trova a ben 2 645 chilometri da due punti dell'Oceano Indiano e da uno del Mare Glaciale Artico. Le coordinate geografiche sono 46°17' N, 86°40' E.
L'Asia è il continente con la maggiore altitudine media (oltre 1000 m); dal punto di vista geografico, può essere divisa in quattro grandi regioni: la regione settentrionale, pianeggiante, costituita dal bassopiano turanico-siberiano e dal tavolato siberiano; la regione mediana, con i giganteschi sistemi montuosi; la regione meridionale, frazionata in tre grandi penisole (Penisola Arabica, Penisola Indiana e Penisola Indocinese), e la regione orientale, di cui fa parte l'Arcipelago Malese, il più vasto arcipelago della Terra. Il fiume Enisej divide in due parti il tavolato siberiano: l'orientale (altopiano siberiano) con bassorilievi che generalmente non superano i 500 m, con alcune cime più elevate (monti Putorana, 2037 m; monti Enisej, 1122 m); l'occidentale (bassopiano siberiano), con terre pianeggianti divise dal bassopiano turanico dalle alture della Chirghisia. La regione mediana dei grandi sistemi montuosi comprende una fascia gigantesca di acrocori, altipiani e di catene che si annodano nel Pamir, il "tetto del mondo".
Da occidente la grande fascia orografica presenta l'altopiano anatolico, con a nord i monti del Ponto e a sud il Tauro, l'Acrocoro Armeno, che raggiunge i 5165 m con il monte Ararat, e si collega a nord con il sistema dal Caucaso formato da catene parallele altissime (Elbrus, 5633 m), e a sud-est con l'altopiano iranico chiuso tra i monti Elbrus e i monti del Khorasan e dell'Afghanistan a nord, i monti della Persia meridionale e del Belucistan a sud che terminano, con i monti Sulaiman, nella pianura dell'Indo.
Da queste masse montuose si dipartono poi catene minori nella Cina e, verso sud, nella penisola indocinese. Fra i due fasci di catene che si dipartono dal Pamir, si stende l'altopiano di Hanhai (mare disseccato), la cui parte orientale è occupata dal deserto di Gobi.
La regione meridionale dell'Asia presenta due grandi penisole bagnate dall'oceano Indiano: l'Arabia e l'India, formate da tavolati con orli montagnosi, morfologicamente simili all'Africa; il tavolato indiano (Deccan) è orlato lungo le coste da rilievi, Ghati Occidentali e Ghati Orientali, ed è separato dai grandi sistemi montuosi centrali dal bassopiano indogangetico. I festoni insulari e peninsulari della parte orientale del continente sono frammenti di catene montuose periferiche caratterizzate dalla presenza di molti vulcani (116 attivi tra le isole Curili e il Giappone), allineati secondo la cosiddetta cintura di fuoco pacifica.

### Confini
L'Asia è delimitata da mari a nord, est, sud e, parzialmente, anche ad ovest: confina a nord con il Mar Glaciale Artico, a est con l'Oceano Pacifico, a sud con l'Oceano Indiano, a ovest con l'Europa, con il Mar Nero e il Mar Egeo.
Verso ovest, L'Asia è separata dall'Europa, anche da circa 3000 km di confine terrestre, stabilito solo convenzionalmente. Anche con l'Africa, l'Asia ha una breve parte di confine terrestre: l'Istmo di Suez, di 161 km.
A sud-est, pur essendo marittimo, il confine è convenzionale, in quanto un insieme di arcipelaghi si estende ininterrottamente dall'Asia all'Oceania; la Linea di Lydekker, stabilita in base a criteri etnici, geologici, faunistici e botanici, è quella indicata dalla convenzione come limite tra i due continenti, lasciando l'intero Arcipelago Malese in Asia e la Nuova Guinea in Oceania.
Per quanto riguarda il confine convenzionale con l'Europa, la questione è esposta dettagliatamente nelle sezioni seguenti.

#### Confine occidentale marittimo
L'Asia è separata dall'Europa dal Mar Egeo, dallo Stretto dei Dardanelli, dal Mar di Marmara, dallo Stretto del Bosforo e dal Mar Nero. Le isole dell'Egeo prospicienti la penisola anatolica, anche se dal punto di vista della geografia fisica ricadrebbero in Asia, sono considerate appartenenti all'Europa per motivi storico-culturali.

#### Confine occidentale terrestre

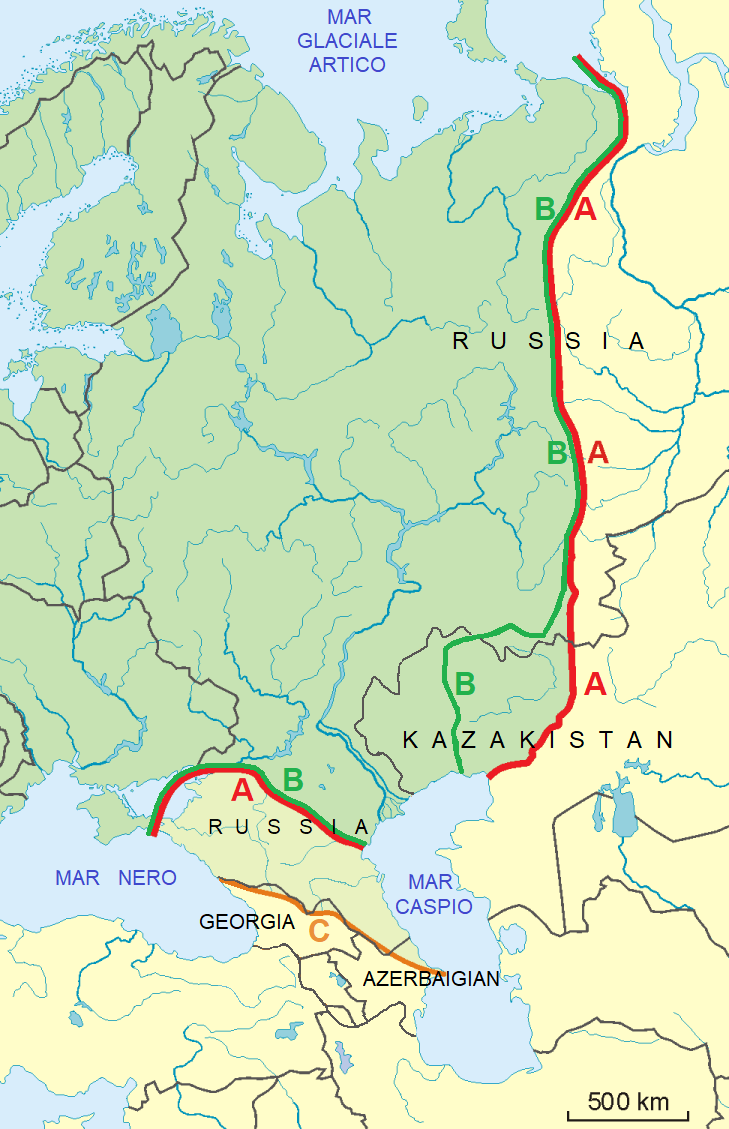
Le varie linee convenzionali di demarcazione tra Europa e Asia:
A Linea di von Strahlenberg: Urali - fiume Emba - depressione del Kuma-Manyč;
B: Linea monti Urali-fiume Ural
C: Linea dello spartiacque del Gran Caucaso

Ad ovest l'Asia ha continuità territoriale con l'Europa. Il confine terrestre tra i due continenti è convenzionale e ricade per la maggior parte in Russia e per un tratto più breve in Kazakistan.
La linea di demarcazione parte dal Mar Glaciale Artico, segue poi i monti Urali, prosegue lungo il corso del fiume Ural, la costa nord-occidentale del mar Caspio, la depressione del Kuma-Manyč e arriva infine alla foce del fiume Don, nel Mar d'Azov.
Questi sono i confini tra Europa ed Asia secondo la convenzione più diffusa In Italia, Russia e altri paesi, ossia quella che segue la Linea di von Strahlenberg nella rettifica del 1958.
La Linea di von Strahlenberg è considerata confine continentale sin dal XVII secolo. Fu la zarina Anna I di Russia, nel 1730, che adottò ufficialmente tale separazione tra i due continenti, sulla base degli studi compiuti dal geografo Philip Johan von Strahlenberg e poi sostenuti da Peter Simon Pallas, biologo, e da Carl Ritter, fondatore della Geografia scientifica.
Per motivi di praticità, nel 1958, durante un convegno tenutosi nella sede di Mosca della Società geografica sovietica, ora Società geografica russa, si è stabilito di semplificare e rettificare la Linea di von Strahlemberg nel tratto tra il Mar Caspio e il Mar Nero e di tracciare il confine tra Europa e Asia lungo la depressione del Kuma-Manyč e lo stretto di Kerč.
Nei due punti estremi della depressione, Rostov sul Don e Neftekumsk, ci sono due monumenti che segnano il confine continentale: a Neftekumsk una stele in cui due statue femminili, una con fattezze europee e l'altra asiatiche, stringono un cerchio, simbolo di unione tra i due continenti; il monumento è rappresentato nello stemma della città. A Rostov sul Don, invece, l'amministrazione comunale ha stabilito che l'ingresso alla città, rappresentato dal ponte Vorošilovskij, segna ufficialmente il confine tra i due continenti.
Se questa è la convenzione sulla quale la maggior parte degli autori si trova d'accordo, si deve tuttavia segnalare che molti autori statunitensi e coloro che ne seguono i criteri, nel tratto tra il Mar Caspio e il Mar Nero considerano confine euroasiatico non la depressione del Kuma-Manyč, ma lo spartiacque del Caucaso, lungo la frontiera della Russia, seguendo il criterio di far prevalere considerazioni di geografia politica su quelle di geografia fisica. Il confine tra i due continenti sul Caucaso si è affermato negli Stati Uniti dopo il 1994, in seguito alla sua approvazione da parte del Dipartimento di Stato, organo politico e non geografico
L'autore della voce Europa dell'Enciclopedia Treccani, avvisa del fatto che "nessun criterio fondato su elementi fisici è soddisfacente", e che quindi "l'Europa può essere individuata soltanto come area culturale".
Le frontiere occidentali dell'Asia rappresentano dunque un'eccezione nel campo dei confini tra i continenti, non coincidendo completamente con mari od oceani e quindi mancando di quella precisa definizione che si accompagna quasi sempre ai confini continentali. I limiti tra Asia ed Europa sono definiti perciò in base a criteri storici e culturali, ai quali si affiancano considerazioni di geografia fisica. Le diverse convenzioni esistenti in merito indicano che, in Russia, i caratteri europei sfumano gradatamente verso quelli asiatici.

### Caratteri fisici e demografici

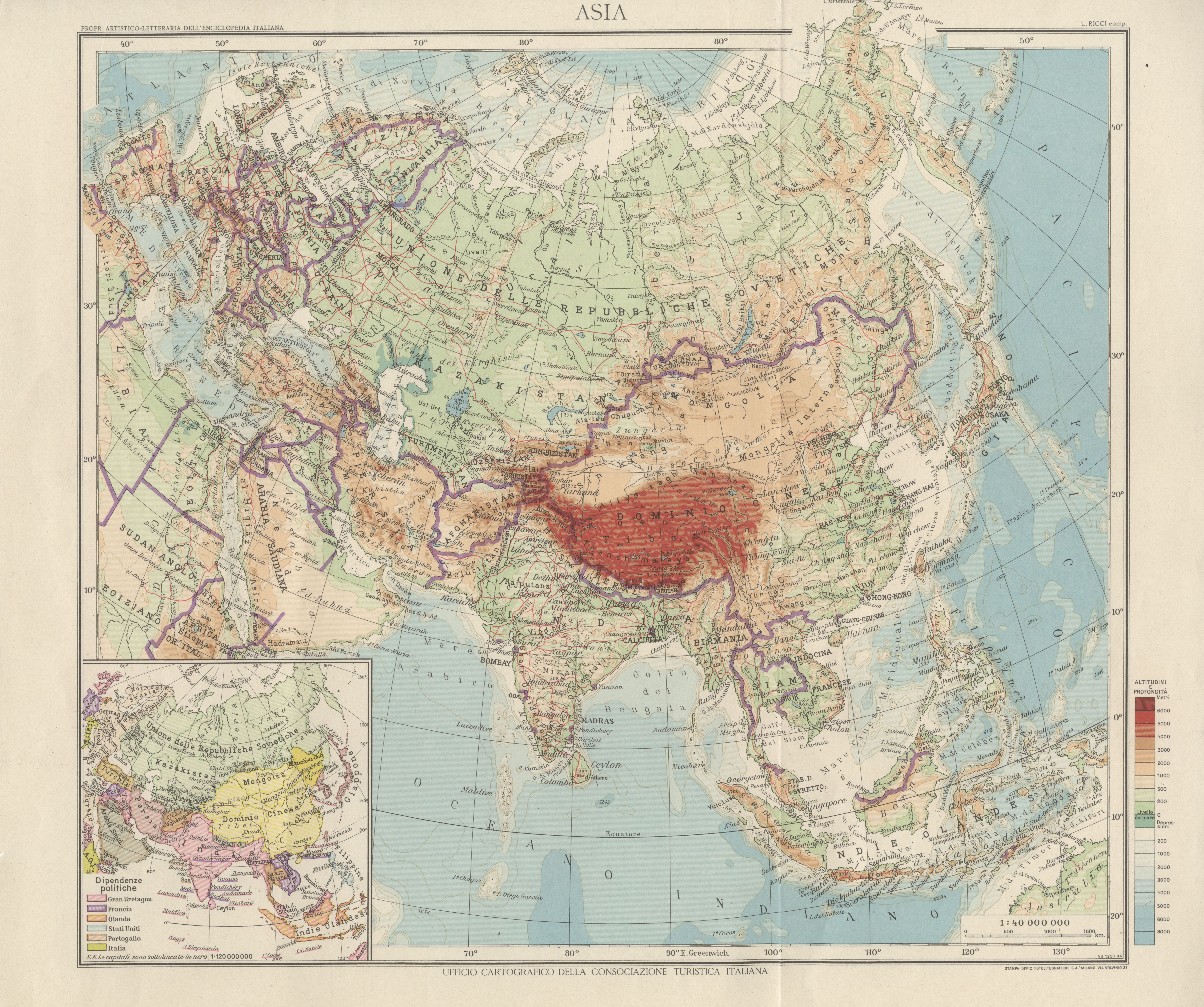
Elementi fisici e politici del continente asiatico nel 1937

L'Asia non è soltanto il continente più esteso del mondo, è anche quello in cui sono presenti i più profondi contrasti fisici, umani ed economici. Per esempio il monte Everest (8848 m) è il punto più alto della Terra, mentre il Mar Morto è la massima depressione (−395 m). L'Asia è anche il continente con i maggiori contrasti climatici, dato che si espande in tutte e tre le zone astronomiche dell'emisfero boreale: la zona glaciale, temperata e quella torrida; nella Siberia settentrionale, infatti, si registrano temperature sino a −70 °C (Verchojansk e Ojmjakon), mentre nel deserto di Lut, in Iran, si toccano i +54 °C all'ombra; ai piedi dell'Himalaya, a Cherrapunjee, cadono oltre 11000 mm di pioggia all'anno, mentre nelle aree desertiche interne del continente non piove quasi mai e vi è pochissima umidità. In Asia si trova il mar Caspio ( 371000 km² ), che viene considerato il lago più esteso della Terra, e il lago più profondo, il Bajkal (1642 m) in Russia.
La grande varietà di climi causa le più svariate formazioni vegetali: dalla tundra e dalla grande foresta di conifere (taiga) delle regioni settentrionali, alla vegetazione tropicale delle savane e delle foreste equatoriali. Inoltre dall'Asia sono pervenute la maggior parte delle piante utili all'uomo, come il frumento, il riso, l'orzo, la fava, la lenticchia, il grano saraceno, l'olivo, la vite, il pesco, l'albicocco, il ciliegio, il pruno, varie spezie, la barbabietola, la canna da zucchero ecc. Così pure ricca e variegata è la fauna: dalla renna e dagli animali da pelliccia al cammello, al cavallo, alla pecora, alla tigre, alla pantera, al leone ecc.
Anche nel campo antropico si riscontrano grandi contrasti: l'Asia ha una popolazione che rappresenta quasi i 3/5 della popolazione terrestre, ma distribuita in modo poco uniforme: si passa dalle aree desertiche, praticamente disabitate, a quelle della costa cinese, del Giappone e dell'Indonesia, dove si raggiungono i 1000 ab/km². Vi convivono anche tante etnie differenti, come i gruppi iranici, quelli indiani, siberiani, sinici, tungusi ecc.
Un fenomeno meteorologico stagionale che colpisce sporadicamente gran parte dell'Asia orientale durante i mesi primaverili è quello delle tempeste di polvere asiatiche che si origina nei deserti della Mongolia, della Cina e del Kazakistan settentrionale.
L'Asia è stata la sede delle prime più importanti e complesse evoluzioni culturali; in Asia occidentale (Medio Oriente) vennero probabilmente messi in atto i primi metodi di agricoltura e di allevamento, fu inventata la metallurgia e sorsero i primi Stati. Negli immensi spazi asiatici sono sorti e si sono sviluppati alcuni dei più grandi imperi continentali che la storia ricordi: dal persiano all'arabo, dal bizantino all'ottomano, dal cinese al russo.

## Geografia politica
L'Asia può essere ulteriormente suddivisa, secondo la divisione delle Nazioni Unite, in cinque macroregioni (tra parentesi le capitali degli Stati). Da esse è esclusa l'Asia settentrionale che fa parte dello stato transcontinentale della Russia.
Asia centrale o Turkestan o anche Turkestan occidentale
- Kazakistan (Astana)
- Kirghizistan (Biškek)
- Tagikistan (Dušanbe)
- Turkmenistan (Aşgabat)
- Uzbekistan (Tashkent)

Asia meridionale
- Afghanistan (Kabul)
- Bangladesh (Dacca)
- Bhutan (Thimphu)
- India (Nuova Delhi)
- Maldive (Male)
- Nepal (Katmandu)
- Pakistan (Islamabad)
- Sri Lanka (Sri Jayawardenapura Kotte)

Asia occidentale
- Arabia Saudita (Riad)
- Armenia (Erevan)
- Azerbaigian (Baku)
- Bahrein (Manama)
- Cipro (Nicosia)
- Egitto (Il Cairo; penisola del Sinai)
- Emirati Arabi Uniti (Abu Dhabi)
- Georgia (Tbilisi)
- Giordania (Amman)
- Iran (Teheran)
- Iraq (Baghdad)
- Israele (Gerusalemme: non riconosciuta dalla maggior parte dei membri ONU)
- Kuwait (Al Kuwait)
- Libano (Beirut)
- Oman (Mascate)
- Palestina (Gerusalemme Est de iure; Ramallah de facto)
- Qatar (Doha)
- Siria (Damasco)
- Turchia (Ankara)
- Yemen (Sana'a)

Asia orientale o Estremo Oriente
- Cina (Pechino)

A questi vanno aggiunte due dipendenze cinesi:
-  Hong Kong (Hong Kong)
-  Macao (Macao)

- Corea del Nord (Pyongyang)
- Corea del Sud (Seul)
- Giappone (Tokyo)
- Mongolia (Ulan Bator)
- Russia (Mosca)

e inoltre:
- Taiwan (Taipei)

Stato indipendente de facto ma non riconosciuto dall'ONU
Sud-est asiatico
- Birmania (Naypyidaw)
- Brunei (Bandar Seri Begawan)
- Cambogia (Phnom Penh)
- Filippine (Manila)
- Indonesia (Giacarta)
- Laos (Vientiane)
- Malaysia (Kuala Lumpur)
- Singapore (Singapore)
- Thailandia (Bangkok)
- Timor Est (Dili)
- Vietnam (Hanoi)

## Religioni
L'Asia è patria di molte religioni mondiali, tra cui le principali religioni monoteiste (cristianesimo, ebraismo e islam) e molte delle più note religioni politeiste, tra cui: induismo (praticato in India e buona parte del Tibet), Buddhismo, Shintoismo (religione maggiore del Giappone), Lamaismo (quasi tutto il Tibet), Confucianesimo (in Mongolia e Cina settentrionale) e Taoismo (religione maggiore della Cina). Non mancano anche gli animisti che si trovano soprattutto nella Siberia orientale.

## Eventi sportivi
- Con cadenza quadriennale si disputano nel continente asiatico i Giochi asiatici, istituiti nel 1951 e organizzati dal Consiglio Olimpico d'Asia.
- Con cadenza quadriennale si disputa anche la Coppa d'Asia (ufficialmente AFC Asian Cup), istituita nel 1956 e organizzata dall'Asian Football Confederation; dal 2007 con la partecipazione anche dell'Australia.